# Grusdewo (Kaliningrad, Krasnosnamensk)
Grusdewo (russisch Груздево, deutsch Weszkallen, 1936–1938: Weschkallen, 1938–1945: Forsthusen, litauisch Vieškalniai) ist ein verlassener Ort im Rajon Krasnosnamensk der russischen Oblast Kaliningrad.
Die Ortsstelle befindet sich drei Kilometer östlich von Paporotnoje (Plonszöwen/Waldhufen und Sturmen).

## Geschichte

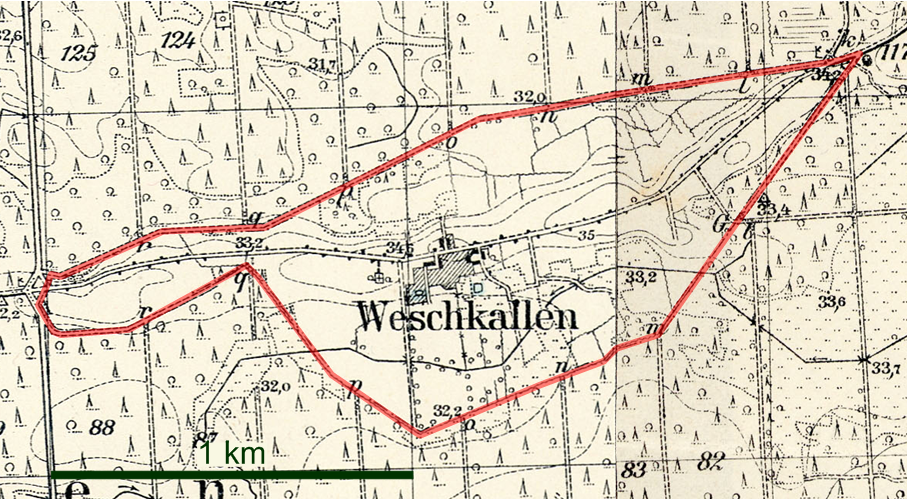
Die Gemeinde Weschkallen (Weszkallen) auf zwei Messtischblättern von 1927 und 1936

Der Ort entstand um 1556 als Weschkalwe durch Abzweigung aus der älteren Streusiedlung Jathia, die 1517 im Gebiet der mittleren Szeszuppe aktenkundig war. Die Siedlung hieß 1580 Weßkallnen. Der Ortsname leitete sich vom Personennamen Weszkalnis ab.
Im 18. Jahrhundert war der mit Weschkallnen bezeichnete Ort ein königliches Bauerndorf. Auf der Schrötterkarte von 1802 wurde der Ort mit Weszkallen bezeichnet.
1874 wurde die Landgemeinde Weszkallen namensgebend für einen neu gebildeten Amtsbezirk im Kreis Pillkallen. 1929 kamen die beiden Förstereien Darguszen und Neu Weszkallen aus dem Gutsbezirk Weszkallen, Forst zur Landgemeinde Weszkallen. 1936 wurde die Schreibweise des Ortes in Weschkallen geändert. 1938 wurde der Ort in Forsthusen umbenannt. Die Förstereien hießen nun Siebeneichen und Schnepfengrund.
1945 kam der Ort in Folge des Zweiten Weltkrieges mit dem nördlichen Ostpreußen zur Sowjetunion. 1947 erhielt er den russischen Namen Grusdewo und wurde gleichzeitig dem neu gebildeten Dorfsowjet Mitschurinski selski Sowet im Rajon Krasnosnamensk zugeordnet. 1959, falls dann noch existent, gelangte er in den Pobedinski selski Sowet. Der Ort wurde vor 1975 aus dem Ortsregister gestrichen. Dass der neue russische Name vor Ort überhaupt ankam, erscheint allerdings als nicht ganz sicher. Auf einer russischen Karte von Anfang der 1970er Jahre wurde die Gemarkung (litauisch) mit „Weschkalnjai“ bezeichnet.

### Einwohnerentwicklung
| Jahr | Einwohner | Bemerkungen                                                                                                |
| ---- | --------- | --- |
| 1867 | 20        | |
| 1871 | 23        | Zusätzlich in der Försterei Neu Weszkallen 15                                                              |
| 1885 | 26        | Zusätzlich in der Försterei Neu Weszkallen 9                                                               |
| 1905 | 11        | Davon sechs litauischsprachige. Zusätzlich in der Försterei Darguszen 7, in der Försterei Neu Weszkallen 6 |
| 1910 | 40        | |
| 1933 | 60        | Einschließlich der Förstereien Darguszen und Neu Weszkallen                                                |
| 1939 | 56        | |

### Amtsbezirk Weszkallen (Forsthusen) 1874–1945
Der Amtsbezirk Weszkallen wurde 1874 im Kreis Pillkallen eingerichtet. Er bestand zunächst aus sechs Landgemeinden (LG) und einem Gutsbezirk (GB).
| Name                   | Änderungsname von 1938   | Russischer Name nach 1945  | Bemerkungen |
| ---------------------- | ------------------------ | -------------------------- | --- |
| Groß Darguszen (LG)    | Tanneck                  | (Bolschoje) Sredneretschje | 1936 bis 1938: Groß Darguschen |
| Kallnischken (LG)      |                          |                            | 1931 zur LG Schillenöhlen im Amtsbezirk Jucknaten |
| Klein Darguszen (LG)   | Grenzheide               | (Maloje) Sredneretschje    | 1936 bis 1938: Klein Darguschen |
| Plonszöwen (LG)        | Waldhufen (1936)         | Paporotnoje                | |
| Sturmen (LG)           |                          | (Paporotnoje)              | |
| Weszkallen (LG)        | Forsthusen               | Grusdewo                   | 1936 bis 1938: Weschkallen |
| Weszkalken, Forst (GB) | Waldlinden, Forst (1930) |                            | Zu dem Gutsbezirk gehörten die Oberförsterei Weszkallen, die Förstereien Augstutschen, Darguszen (seit etwa 1900), Neu Weszkallen, Siemoken, Sturmen sowie die Kolonie Augstutschen (seit etwa 1900). 1929 wurden ausgegliedert die Oberförsterei Weszkallen als Bestandteil der neu gebildeten LG Waldlinden im Amtsbezirk Alxnupönen, die Försterei und die Kolonie Augstutschen in die LG Rammonischken im Amtsbezirk Alxnupönen, die Förstereien Darguszen und Neu Weszkallen in die LG Weszkallen, die Försterei Siemoken in die LG Siemoken im Amtsbezirk Wisborienen und die Försterei Sturmen in die LG Plonszöwen. |

1935 wurden die Landgemeinden in Gemeinden umbenannt. 1936 wurde die Schreibweise des Amtsbezirks in Weschkallen geändert. 1938 oder 1939 wurde der Amtsbezirk in Forsthusen umbenannt. Im Oktober 1944 umfasste der Amtsbezirk Forsthusen noch die fünf Gemeinden Forsthusen, Grenzheide, Sturmen, Tanneck und Waldhufen und den Gutsbezirk Waldlinden, Forst.

## Kirche
Weszkallen/Forsthusen gehörte zum evangelischen Kirchspiel Lasdehnen. Es gab dort auch einige Katholiken, deren Kirche sich in Bilderweitschen befand.